# The Dangerous Flirt
The Dangerous Flirt er en amerikansk stumfilm fra 1924 af Tod Browning.

## Medvirkende
- Evelyn Brent som Sheila Fairfax
- Edward Earle som Dick Morris
- Sheldon Lewis som Don Alfonso
- Clarissa Selwynne som Prissy
- Pierre Gendron som Jose Gonzales